# Matrimony (nummer)
"Matrimony" is een nummer van de Ierse singer-songwriter Gilbert O'Sullivan. Het nummer verscheen op zijn debuutalbum Himself uit 1971. Op 19 mei van dat jaar werd het nummer uitgebracht als de tweede en laatste single van het album.

## Achtergrond
"Matrimony" is geschreven door O'Sullivan en geproduceerd door Gordon Mills. Het nummer gaat over twee geliefden die gaan trouwen. In plaats van een grote bruiloft kiezen zij er echter alleen voor om bij de burgerlijke stand ("registrar") een huwelijksakte te tekenen zodat zij geld kunnen besparen. Het nummer is niet autobiografisch: O'Sullivan heeft aangegeven dat hij vanwege zijn katholieke overtuigingen alleen in een kerk wilde trouwen. Het nummer is deels geïnspireerd door Latijns-Amerikaanse muziek. De drumpartij is ingespeeld door Andy White, die ook op de eerste Beatles-single "Love Me Do" te horen is.
"Matrimony" werd in 1971, samen met de B-kant "January Git", in het Verenigd Koninkrijk als single uitgebracht, maar hier deed het niets in de hitlijsten. In 1972 werd het in diverse Europese landen uitgebracht, waar het meer succes had. Zo werd het een nummer 1-hit in Noorwegen. In Nederland haalde de single de vierde plaats in de Top 40 en de derde plaats in de Daverende Dertig, terwijl in Vlaanderen de zevende plaats in de voorloper van de Ultratop 50 werd bereikt. In 1976 werd het nummer in het Verenigd Koninkrijk nogmaals op single uitgebracht, ditmaal met "You Don't Have to Tell Me" op de B-kant, maar wederom haalde deze geen hitlijsten.
In de videoclip van "Matrimony" speelt O'Sullivan op een mistige dag het nummer op de piano aan de oever van de Theems in Londen, met de Tower Bridge op de achtergrond. De lamp op zijn piano is een verwijzing naar Liberace, die altijd een kandelaber op zijn piano had staan.

## Hitnoteringen

### Nederlandse Top 40
| Hitnotering: 27-05-1972 t/m 05-08-1972 | Hitnotering: 27-05-1972 t/m 05-08-1972 | Hitnotering: 27-05-1972 t/m 05-08-1972 | Hitnotering: 27-05-1972 t/m 05-08-1972 | Hitnotering: 27-05-1972 t/m 05-08-1972 | Hitnotering: 27-05-1972 t/m 05-08-1972 | Hitnotering: 27-05-1972 t/m 05-08-1972 | Hitnotering: 27-05-1972 t/m 05-08-1972 | Hitnotering: 27-05-1972 t/m 05-08-1972 | Hitnotering: 27-05-1972 t/m 05-08-1972 | Hitnotering: 27-05-1972 t/m 05-08-1972 | Hitnotering: 27-05-1972 t/m 05-08-1972 | Hitnotering: 27-05-1972 t/m 05-08-1972 |
| Week                                   | 1                                      | 2                                      | 3                                      | 4                                      | 5                                      | 6                                      | 7                                      | 8                                      | 9                                      | 10                                     | 11                                     |                                        |
| -------------------------------------- | -------------------------------------- | -------------------------------------- | -------------------------------------- | -------------------------------------- | -------------------------------------- | -------------------------------------- | -------------------------------------- | -------------------------------------- | -------------------------------------- | -------------------------------------- | -------------------------------------- | -------------------------------------- |
| Nummer                                 | 28                                     | 10                                     | 6                                      | 4                                      | 4                                      | 4                                      | 5                                      | 7                                      | 15                                     | 34                                     | 38                                     | uit                                    |

### Daverende Dertig
| Hitnotering: 27-05-1972 t/m 29-07-1972 | Hitnotering: 27-05-1972 t/m 29-07-1972 | Hitnotering: 27-05-1972 t/m 29-07-1972 | Hitnotering: 27-05-1972 t/m 29-07-1972 | Hitnotering: 27-05-1972 t/m 29-07-1972 | Hitnotering: 27-05-1972 t/m 29-07-1972 | Hitnotering: 27-05-1972 t/m 29-07-1972 | Hitnotering: 27-05-1972 t/m 29-07-1972 | Hitnotering: 27-05-1972 t/m 29-07-1972 | Hitnotering: 27-05-1972 t/m 29-07-1972 | Hitnotering: 27-05-1972 t/m 29-07-1972 | Hitnotering: 27-05-1972 t/m 29-07-1972 |
| Week                                   | 1                                      | 2                                      | 3                                      | 4                                      | 5                                      | 6                                      | 7                                      | 8                                      | 9                                      | 10                                     |                                        |
| -------------------------------------- | -------------------------------------- | -------------------------------------- | -------------------------------------- | -------------------------------------- | -------------------------------------- | -------------------------------------- | -------------------------------------- | -------------------------------------- | -------------------------------------- | -------------------------------------- | -------------------------------------- |
| Nummer                                 | 22                                     | 13                                     | 8                                      | 3                                      | 3                                      | 3                                      | 5                                      | 9                                      | 14                                     | 20                                     | uit                                    |

### NPO Radio 2 Top 2000
| Nummer met noteringen in de NPO Radio 2 Top 2000 | '99  | '00  | '01 | '02  | '03  | '04  | '05  | '06  | '07  | '08  | '09  | '10  | '11  |
| ------------------------------------------------ | ---- | ---- | --- | ---- | ---- | ---- | ---- | ---- | ---- | ---- | ---- | ---- | ---- |
| Matrimony                                        | 1217 | 1278 | 493 | 1174 | 1537 | 1395 | 1433 | 1501 | 1807 | 1473 | 1902 | 1993 | 1890 |

1. ↑  Een vetgedrukt getal geeft de hoogste notering aan.
2. ↑  Deze tabel is bijgewerkt tot en met de laatste editie (2024).